# Route 185 (Québec)
Die Route 185  in der ostkanadischen Provinz Québec ist Bestandteil des Trans-Canada Highway-Systems. Sie verläuft zwischen den Teilstücken der Autoroute 85 und hat eine Länge von 41 km.

## Streckenbeschreibung
Das westliche Teilstück der Autoroute 85 endet bei Saint-Antonin. Sie wird als zweispurige Landstraße Richtung Osten fortgeführt. Sie führt lediglich durch die Orte Cabano und Notre-Dame-du-Lac, zwei Ortsteile von Témiscouata-sur-le-Lac. Bei Saint-Louis-du-Ha! Ha! endet dann die Route und wird durch das östliche Teilstück der Autoroute 85 weitergeführt.

## Ausbauprojekte
Die Autoroute 85 soll weiter verlängert werden und soll bis 2025 die Route 185 ersetzen. Somit wird ein durchgängiger Freeway von Arnprior bei Ottawa, dem Ontario Highway 417 bis nach New Glasgow am Nova Scotia Highway 104 geschaffen.